# Oberbüchlein
Oberbüchlein (fränkisch: Bejgla) ist ein Gemeindeteil der Stadt Stein im Landkreis Fürth (Mittelfranken, Bayern). Oberbüchlein liegt in der Gemarkung Gutzberg.

## Geographie
Durch das Dorf fließt der Grundbach, der ein linker Zufluss der Rednitz ist. Im Norden grenzt das Ansbacher Wegfeld an, im Süden das Waldgebiet Im Loch. Eine Gemeindeverbindungsstraße führt nach Sichersdorf (0,9 km westlich) jeweils zur Kreisstraße FÜ 14 bzw. nach Unterbüchlein (0,7 km östlich). An Oberbüchlein verläuft der Fränkische Marienweg vorbei.

## Geschichte
Im Würzburger Lehenbuch von 1303 wurde „Büchelein“ erstmals urkundlich erwähnt, womit wohl Oberbüchlein gemeint war. 1316 wurden im Gültbuch des Nürnberger Klarissenklosters beide Orte als „Bvchelin, Nidernbuch“ erwähnt. Im Jahr 1413 wurde der Ort erstmals als „Obernpuchleins“ bezeichnet. Dem Ortsnamen liegt ein gleichlautender Flurname zugrunde, der sich vom mittelhochdeutschen Wort „buoch“ (=Buche) mit Diminutivsuffix ableitet und demnach kleiner Buchenwald bedeutet.
Der Ort gehörte zum burggräflichen Amt Roßtal, mit grundherrschaftlichen Rechten Nürnberger Bürger. Im Jahr 1418 bestand das Dorf aus drei Höfen, dem Nürnberger Spitalhof Nr. 1/2, dem Schwabacher Spitalhof Nr. 3/4 und dem Hallerhof Nr. 4/5.
Gegen Ende des 18. Jahrhunderts gab es in Oberbüchlein 6 Anwesen. Das Hochgericht und die Dorf- und Gemeindeherrschaft übte das brandenburg-ansbachische Richteramt Roßtal aus. Grundherren waren das Kastenamt Cadolzburg (1 Hof, 1 Halbhof, Hirtenhaus), das Spital Schwabach (1 Hof), das Spitalamt Heilig Geist (1 Hof) und der Nürnberger Eigenherr von Haller (1 Hof).
Von 1797 bis 1808 unterstand der Ort dem Justiz- und Kammeramt Cadolzburg. Im Rahmen des Gemeindeedikts wurde Oberbüchlein dem 1808 gebildeten Steuerdistrikt Großweismannsdorf zugeordnet. Es gehörte der im selben Jahr gegründeten Ruralgemeinde Gutzberg an. 1 Anwesen unterstand in der freiwilligen Gerichtsbarkeit von 1823 bis 1835 dem Patrimonialgericht Nemsdorf.
Am 1. Juli 1972 kam Oberbüchlein mit der Gemeinde Gutzberg zu Stein.

### Baudenkmäler
- Haus Nr. 1: erdgeschossiges, breit lagerndes Wohnstallhaus aus der zweiten Hälfte des 17. Jahrhunderts; Traufseite zum Hof mit Rundbogentüre sowie dreigeschossiger Ostgiebel mit stattlichem Fachwerk (geschweifte Andreaskreuze, Mannfigur mit geschweiften Kopfbändern); direkt zu vergleichen mit dem Fachwerk von Haus Nr. 1 im nahe gelegenen Sichersdorf; im übrigen Sandsteinquader[10]
- Haus Nr. 3: Wohnstallhaus mit Nebengebäude und Scheunenanbau[11]
- Haus Nr. 5: im Hof ehemaliges Hofhaus, einfaches Fachwerk, vermutlich noch 17. Jahrhundert; Türsturz verkröpft; Sandsteinpfeiler an der Straße bezeichnet „1770“.[10]
- Haus Nr. 7: Wohnstallhaus mit Scheune[11]

### Einwohnerentwicklung
| Jahr      | 001818 | 001840 | 001861 | 001871 | 001885 | 001900 | 001925 | 001950 | 001961 | 001970 | 001987 |
| Einwohner | 34     | 57     | 50     | 48     | 29     | 36     | 33     | 51     | 51     | 51     | 54     |
| Häuser    | 8      | 8      |        |        | 9      | 7      | 7      | 8      | 9      |        | 17     |
| Quelle    | [ 13 ] | [ 14 ] | [ 15 ] | [ 16 ] | [ 17 ] | [ 18 ] | [ 19 ] | [ 20 ] | [ 21 ] | [ 22 ] | [ 1 ]  |

## Religion
Der Ort ist seit der Reformation evangelisch-lutherisch geprägt und bis heute nach St. Laurentius (Roßtal) gepfarrt. Die Einwohner römisch-katholischer Konfession waren ursprünglich nach St. Sebald (Schwabach) gepfarrt, jetzt ist die Pfarrei St. Albertus Magnus (Stein) zuständig.